# Nhật ký tình yêu TIO
Nhật ký tình yêu TIO là tên một cuốn sách của Trần Thu Trang viết cho lứa tuổi mới lớn. Nó được xuất bản ở Việt Nam trong khoảng thời gian đầu năm 2006 nhưng đã được một nhóm người sử dụng Internet biết đến từ năm 2003 như một tự truyện hấp dẫn về tình yêu. Xuất phát từ một loạt bài viết dài kỳ mang tên Nhật ký tình yêu HN trên Diễn đàn Trái tim Việt Nam, câu chuyện này đã thu hút được một lượng độc giả đông đảo. Sau đó, tác giả đăng tải lại loạt bài viết này ở một diễn đàn trên mạng khác có quy mô nhỏ hơn mang tên Hanoicorner và cũng nhận được sự hưởng ứng đáng kể với hơn 30.000 lượt đọc  Lưu trữ ngày 13 tháng 3 năm 2007 tại Wayback Machine.
Đến đầu năm 2006, loạt bài viết này được biên tập lại và đặt tên là Nhật ký tình yêu TIO. Nó được một công ty thiết kế đồ hoạ mua bản quyền để liên kết với Nhà xuất bản Mỹ thuật phát hành dưới dạng sách-quà tặng. Bộ quà tặng bao gồm sách, sổ nhật ký, thiếp và túi được thiết kế với màu sắc chủ đạo là hồng và trắng, được bán tại các cửa hàng lưu niệm chứ không phát hành qua hệ thống hiệu sách thông thường. Giá của nó là 50.000 đồng.
Cuối năm 2006, Nhật ký tình yêu TIO đã được tái bản với hình thức mới và phát hành tại các hiệu sách thông thường. Cuối năm 2007 đầu 2008, cuốn sách được nhà xuất bản hội nhà văn tái bản lần thứ hai.

## Nội dung tóm tắt
Nhật ký tình yêu TIO kể lại một tình yêu đơn phương giữa một cô gái có nickname TIO với một chàng trai có nickname HN. Hai nhân vật trong độ tuổi 20, quen nhau qua mạng Internet và hẹn gặp nhau ngoài đời. HN có những điểm giống với mẫu người lý tưởng của TIO nên sau khi gặp HN, TIO đã có những đoạn viết hài hước và mơ mộng về mối quan hệ của hai người. Loạt bài viết trên Diễn đàn Trái tim Việt Nam kết thúc bằng hành động bày tỏ tình cảm từ phía cô gái TIO và việc chàng trai HN dần dần đáp lại. Những diễn biến tiếp theo của mối quan hệ giữa TIO và HN được công bố thêm trên Diễn đàn Hanoicorner nhưng rất tiếc câu chuyện tình yêu này có một kết thúc buồn. Từ cuối năm 2003, tác giả của loạt bài viết đã không cập nhật thêm một thông tin nào nữa.